# Аскари, Альберто
Альбе́рто Аска́ри (итал. Alberto Ascari; 13 июля 1918, Милан — 26 мая 1955, Монца, Ломбардия) — потомственный итальянский автогонщик, чемпион мира среди гонщиков 1952 и 1953 года. Является вторым и последним итальянцем, сумевшим завоевать этот титул. Завоевал оба титула, выступая за команду Ferrari. Участвовал всего в 33-х гонках, но успел установить множество рекордов, некоторые из них не побиты до сих пор. После нескольких крайне успешных лет перешёл в команду «Лянча», где занимался доводкой перспективного автомобиля, но через полтора года работы погиб, тестируя спортивный автомобиль на трассе «Монца».

## Биография

### Начало карьеры
Альберто Аскари родился 13 июля 1918 года в Милане. Его отец, Антонио Аскари, владел автомагазином, профессионально занимался гонками и стал одним из авторов победы компании Альфа Ромео в чемпионате автопроизводителей 1925 года, так что юный Альберто всё детство провёл в окружении машин и гонщиков. Во многом именно это повлияло на его выбор дальнейшей профессии. Несмотря на гибель сначала отца, а затем и близкого друга семьи Джузеппе Кампари в гонках (в 1925 и 1933 годах соответственно), Аскари мечтал о спортивных соревнованиях и тайком от матери бегал на соревнования мотоциклов. В шестнадцатилетнем возрасте он даже приобрёл гоночный мотоцикл «Сертум», убедив маму, что это простой дорожный агрегат. Вскоре от греха подальше его отправили учиться в колледж, сначала в Милан, а затем ещё дальше от дома — в Мачерату. Продлилось это недолго — учёба увлекала его значительно меньше гонок, и через два года он бросил занятия, полностью отдавшись любимому увлечению.
В 1937 он впервые стартовал в гонках, приняв участие в суточном марафоне миланского автоклуба. Вскоре не заставили себя ждать и победы — впервые он смог победить в соревнованиях по мототриалу, после чего его взял под своё крыло один из знакомых отца — Луиджи Виллорези, управлявший частной командой «Scuderia Ambrosiana». Альберто полностью оправдал доверие, за рулём «Gilera» выиграв пять из десяти этапов мотогоночного чемпионата Италии, что принесло ему место в заводской команде «Bianchi». За два сезона во второстепенной, в общем-то, команде за рулём одноцилиндрового мотоцикла он смог выиграть пять гонок из тринадцати, а ещё дважды финишировал на подиуме. Можно было бы рассчитывать и на большее — команда тестировала четырёхцилиндровый агрегат, но наступили неспокойные годы, надвигалась война, и «Bianchi» занялись мотоциклами для армии.

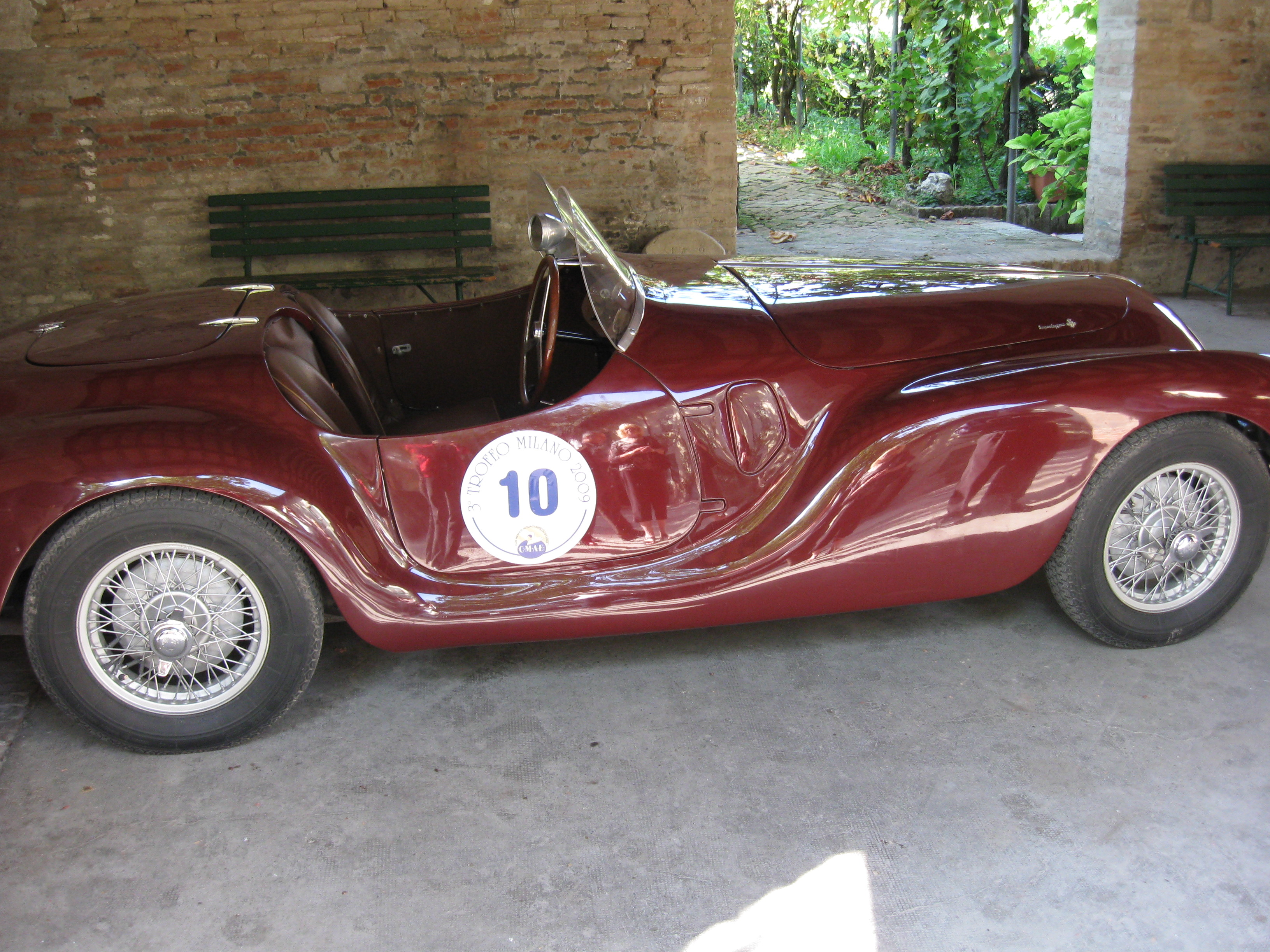
Auto Avio Costruzioni 815, первый гоночный автомобиль Аскари

Оставшись без места в команде, Аскари тем не менее смог до начала войны принять участие ещё в нескольких соревнованиях. Так, в 1940 году знакомства в гоночном мире позволили ему впервые стартовать в автогонках — аристократ и любитель гонок Лотарио Рангони Макиавелли, маркиз Модены, заказал фирме Энцо Феррари постройку двух автомобилей для участия в Гран-при Брешии для себя и Альберто. В этом соревновании, заменившем отменённую «Милле Милью», оба автомобиля «Auto Avio Costruzioni 815» продержались недолго, сойдя из-за различных поломок, однако до схода Альберто в паре со своим кузеном Джованни Миноцци успел даже полидировать в своём классе. Позже за отцовские двадцать тысяч лир Аскари свой автомобиль выкупил, а через три года продал, причём вдвое дороже чем покупал. Осенью же последнего предвоенного для Италии года он ещё два раза неудачно стартовал в автогонках: выкупив за двенадцать тысяч лир у знакомого по мотогонкам Пьеро Таруффи право участия в Гран-при Триполи и Тарге Флорио, он в первой гонке финишировал лишь девятым, а во второй и вовсе попал в аварию.
Войну Аскари провёл, занимаясь бизнесом. Вместе со всё тем же Виллорези и одним из своих дядей он организовал перевозку техники и топлива для армии в Северную Африку. В силу стратегической важности этого занятия Альберто избежал мобилизации. Он реорганизовал семейный бизнес по ремонту автомобилей, переориентировав его на военную технику. В 1942 году он женился, родились дети, так что к концу войны о гонках он и не помышлял. Возвращению способствовала случайность — король Египта Фарук разослал приглашения лучшим европейским пилотам принять участие в гонке на специально подготовленной трассе на острове Гезира в дельте Нила. Это соревнование, носившее именование Sehab Almaz Bey Trophy (иногда встречается также «Гран-при Эль-Гезиры»), состояло из двух полуфиналов и финала и проводилось на одинаковых автомобилях модели Cisitalia D46. Альберто занял второе место как в полуфинале, так и в финале, отстав от победителя Кортезе на полминуты. Несмотря на то что победа ускользнула, всё же было очевидно, что гоночные способности никуда не делись. К тому же были восстановлены контакты с гоночным миром. Через некоторое время Аскари поддался на уговоры Виллорези и приобрёл у него Maserati 4CLT за пять миллионов франков, начав выступления за его команду «Scuderia Ambrosiana». Правда, в наличии было только три из них, но часть денег одолжил Луиджи, а остаток договорились выплачивать из призовых денег. Возвращение в гонки состоялось.

### Послевоенные гонки
В те годы на гоночных трассах безраздельно царствовала Alfa Romeo, и остальным командам приходилось довольствоваться ролью статистов. Не избежал этой участи и Аскари, что было для него особенно обидно — ведь именно за рулём «Альфы» в своё время блистал его отец. Попытки использовать влияние знакомых по гоночному миру оканчивались ничем — в команду его не брали, предпочитая других, зачастую менее именитых пилотов. Консальво Санези, к примеру, вообще был механиком команды, однако регулярно стартовал.
Мазерати, будучи в принципе неплохой машиной, тем не менее достаточно часто ломалась, и шансов побороться за победу всё не было. Наконец, после полутора лет выступлений, в конце июля 1948 года Альберто наконец покорилось первое место на финише гонки — он выиграл Гран-при Сан-Ремо. Успех дополнил друг и напарник Виллорези, финишировав вторым. Вероятно, этот успех наконец переубедил руководство «Альфа Ромео», и после того, как на следующей гонке в Швейцарии погиб пилот основного состава Акилле Варци, заменить его пригласили именно Аскари. Угнаться за лидером команды Жаном-Пьером Вимиллем не удалось, но всех остальных и в квалификации, и в гонке он обогнал. Одно время удавалось даже держаться не слишком далеко от Вимилля, однако к концу гонки темп машины ухудшился, Альберто отстал, а на финише и вовсе пришёл приказ от руководства команды уступить второе место штатному пилоту — всё тому же механику Санези. Такое вовсе не идеальное выступление за именитую команду привело к тому, что в следующей же гонке Аскари вернулся в «Амброзиану». Гран-при Франции 1948 года так и осталось единственным выступлением Альберто Аскари за команду, сделавшую знаменитым его отца. Позже в сезоне паре Аскари-Виллорези удалось выиграть ещё одну гонку, Гран-при Великобритании (Альберто при этом остался лишь вторым).
Следующий год Аскари начал с успеха — победы на Гран-при генерала Перона, а продолжил неудачей — на Гран-при Рио-де-Жанейро он разбил машину, сломал лопатку и получил пару трещин в рёбрах. Эта гонка стала последней, в которой Аскари выступал за рулём частного Мазерати — на руках у него уже имелся подписанный контракт с Энцо Феррари, который только-только начал выступления под собственной маркой. Впоследствии именно за рулём этих машин Аскари завоюет все свои немалые достижения.
Успех на международной арене пришёл к молодой команде практически немедленно. Для начала Аскари выиграл в «Формуле-2» («Формуле-B») Гран-при Бари, затем в Гран-при Бельгии (уже в высшей категории) он финишировал третьим. Наконец, в июле 1949 ему покорилось Гран-при Швейцарии. Позже в сезоне удалось победить ещё трижды — на Международном кубке в Сильверстоуне, и что самое важное — удалось выиграть главную гонку для любого итальянца, Гран-при Италии. Для Аскари этот факт также имел особое значение — за 25 лет до него этого же достижения добился его отец — Антонио.

### Первые шаги в «Формуле-1» (1950)
Год начала нового чемпионата мира Аскари начал с участия в целой серии гонок по свободной формуле в Аргентине. Собственно, началась эта серия ещё в 1949 году с «Гран-при генерала Перона и города Буэнос-Айреса», которое он выиграл, опередив Фанхио на полминуты, а продолжилась в январе 1950 ещё тремя столь же вычурно поименованными соревнованиями. В Гран-при Эвы Перон Альберто стартовал с первого ряда, но в толкучке повредил радиатор, что в условиях южноамериканского климата привело к сходу всего через пять кругов — первыми же финишировали партнёры по команде Виллорези и Серафини. В Мар-де-ла-Плате он победил, опередив целую армию Мазерати — но партнёр по команде Виллорези столкнулся с Фанхио из-за повреждения рулевого управления. В последнем же соревновании — Кубке Сан-Лоренцо — Аскари сошёл, вновь из-за перегрева.

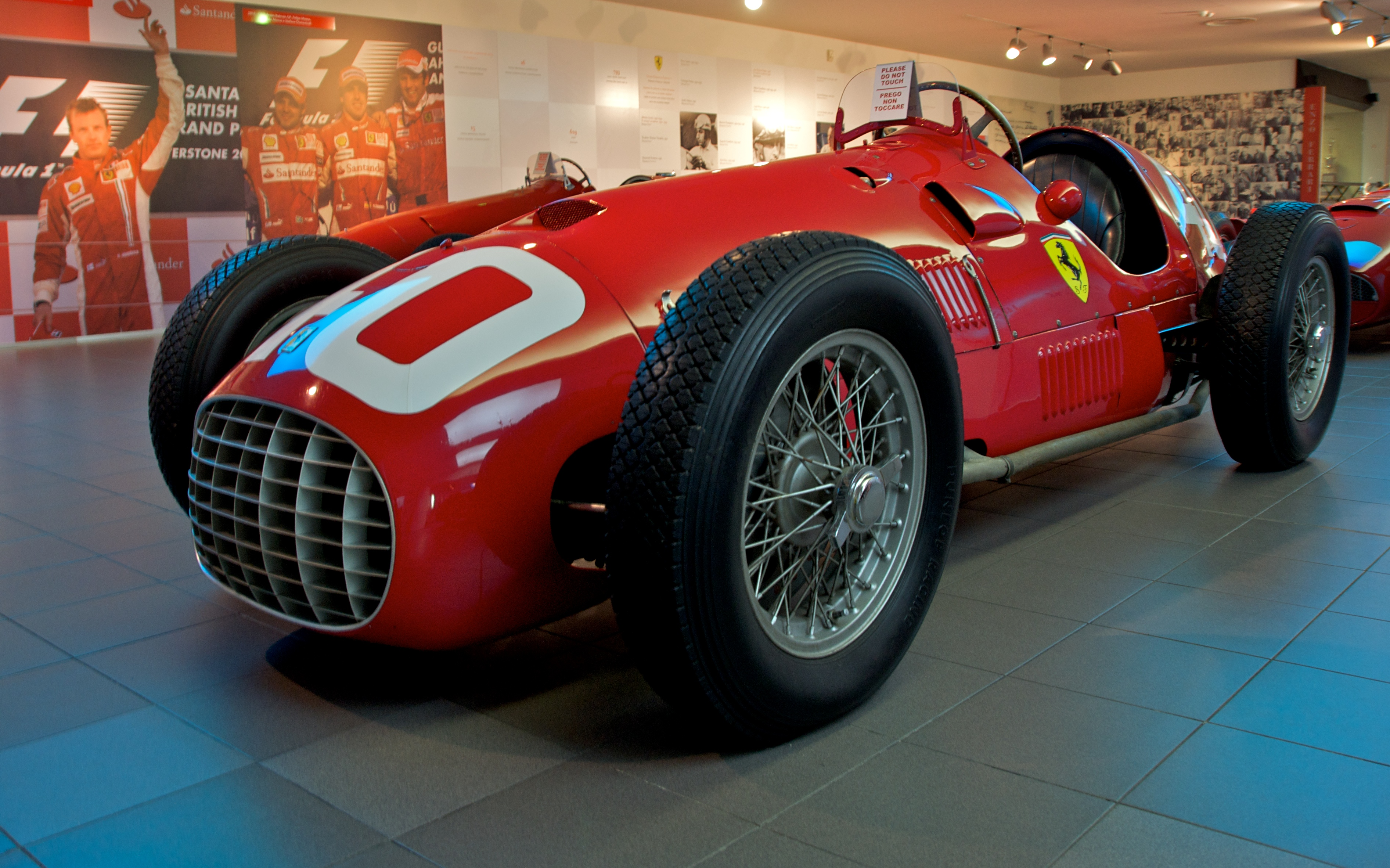
Ferrari 166 — автомобиль, который Аскари использовал в гонках Формулы-2.

Новый гоночный чемпионат стартовал во второй уикенд мая, так что Аскари до его начала успел принять участие в нескольких незачётных гонках и даже стартовал в Тарга Флорио, не добившись, впрочем, успехов. В свете участия в чемпионате лидера послевоенных гонок — «Альфы Ромео» — Феррари решил не ездить и на первую гонку в Великобритании, вместо этого приняв участие в гонке «Формулы-2» в Бельгии. Не последнее место в принятии такого решения занимал тот факт, что многие гонщики успели поучаствовать в обеих гонках — а значит, могли и поделиться информацией.
21 мая команда в составе Аскари, его старого друга Виллорези и французского гонщика Соммера прибыла в Монако. Все квалификационные мероприятия прошли под диктовку пилотов «Альфы». То же самое ожидалось и в гонке, но из-за ветреной погоды трасса в одном из последних поворотов была мокрой от брызг морской воды. Шедшего вторым Фарину занесло, он врезался в Гонсалеса, и из-за крайней узости трассы немедленно образовалась настоящая пробка. В результате сошла половина из участвующих пилотов, и Аскари удалось добраться до второго места.
В таком же духе прошёл весь год. Компрессорная версия полуторалитрового мотора Феррари и в подмётки не годилась двигателю «Альфетты», так что итальянский конструктор предпочёл вести работу над безнаддувным агрегатом ёмкостью 4,5 литра, попутно весьма успешно участвуя в соревнованиях Формулы-2. Во Франции результаты в тренировках оказались настолько неудовлетворительными, что Альберто вместе с командой и вовсе отказался от старта в Формуле-1, приняв участие только в гонке Формулы-2, которую легко выиграл. Всего же Аскари в младшей формуле выиграл шесть гонок, и ещё несколько раз финишировал вторым позади Виллорези.

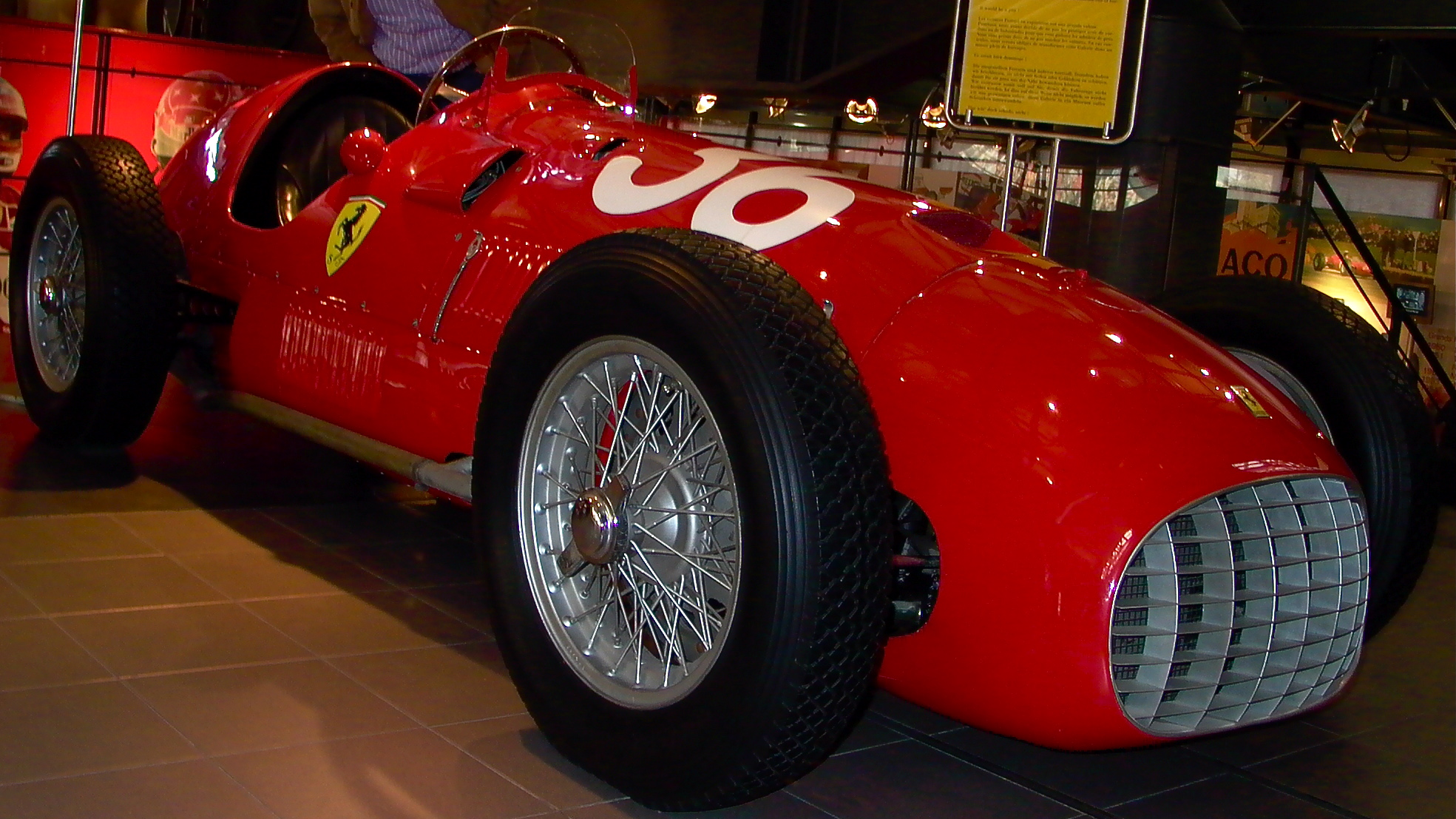
Ferrari 375, дебютировавший на последнем этапе в Италии

Всё это время инженеры команды постепенно увеличивали рабочий объём двигателя, взяв за основу двухлитровый агрегат Формулы-2 от Ferrari 166. Наконец, к Гран-при Италии новый автомобиль, названный Ferrari 375, был готов. С первых же тренировок стало ясно, что машина действительно быстра и позволит бороться за победу. Квалифицировавшись вторым всего в двух десятых секунды от лидера, он с первых кругов был среди лидеров, а на 14 круге и вовсе вышел на первое место. Навязанный Альфеттами темп оказался непосильным для необкатанного болида, и на 21-м круге Альберто сошёл. Не смирившись с этой неудачей, итальянец позаимствовал автомобиль у Серафини, приглашённого в команду на замену Виллорези, сломавшему ногу в Гран-при Наций. Оставшегося времени не хватило на борьбу за победу, но второе место он завоевал с большим запасом. Добиться желанного успеха в дальнейшем удалось даже до начала следующего сезона — в последних числах октября в Гран-при Пенья-Рин Аскари победил в компании со всё тем же Серафини, опередив всех соперников на целых два круга.

### Сражения с Фанхио (1951)
Новый сезон, как обычно, начинался поздно, и Аскари принял участие в нескольких сторонних соревнованиях. Для начала он в паре с Виллорези выиграл Ралли Сестриере, проводившееся в формате «гонка на регулярность». Далее, в апреле в компании с Сенезио Николини он принял участие в гонке «Милле Милья», но крайне неудачно — ночью он вылетел с трассы и насмерть сбил болельщика. Итальянская прокуратура, как обычно в таких случаях, завела уголовное дело и на оправдание ушло почти три года.
На этом сложности не закончились. За неделю до старта первого Гран-при сезона в гонке Формулы-2 в Женеве Аскари попал в аварию, осложнённую пожаром. Автомобиль удалось покинуть достаточно быстро, однако без ожогов на руках и ногах не обошлось. Первые дни вообще стоял вопрос о самой возможности участия в гонке в Швейцарии. На старт он в результате вышел, но выступал ниже своих сил и финишировал лишь шестым, вне очковой зоны.
На следующем же этапе в Бельгии дела пошли на поправку. Стартовав четвёртым, всю гонку он боролся с Фанхио и Фариной, в результате финишировав вторым позади Фарины. Фанхио же из-за проблем с шинами отстал аж на четыре круга. После традиционного пропуска Индианаполиса на следующем этапе в Реймсе Альберто также всю гонку провёл в борьбе — стартовал с первого ряда, лидировал, опережая Фанхио и Фарину. Продолжалось это недолго — вышла из строя коробка передач, и пришлось воспользоваться автомобилем партнёра по команде — Гонсалеса. Его он привёл к финишу на втором месте, а первым на этот раз стал Фанхио, также отобравший автомобиль у партнёра по команде.
Гонка в Сильверстоуне оказалась неудачной — если двигатель был вполне надёжен, то коробка передач этим не отличалась, и на середине дистанции Аскари сошёл. Тем не менее, горечь от схода была подслащена тем, что в гонке первую победу для «Феррари» завоевал его напарник, Гонсалес. В некоторых источниках сообщается, что на последнем пит-стопе Гонсалеса Энцо Феррари требовал от него уступить место (и, как следствие, первую победу) лидеру команды, Аскари — но итальянец проявил благородство и от данного предложения отказался.
Собственная же победа Аскари пришла уже на следующем этапе в Германии. Заняв в тренировках поул-позицию, в гонке Альберто уверенно трансформировал её в победу. В Италии же команде и вовсе удался дубль — победу Аскари поддержал вторым местом Гонсалес. В результате всех вышеперечисленных событий, отрыв Альберто от лидера, которым всё это время был Фанхио, сократился всего до двух очков, хотя после Великобритании Аскари проигрывал лидеру аж втрое. Также из-за тогдашней системы зачёта лишь четырёх наилучших результатов на последнем этапе в Испании Фанхио нужно было финишировать первым или вторым, в противном случае его очковый багаж не изменился бы. Для Аскари же в зачёт пошёл бы любой результат лучше четвёртого места.
Соревнования на автодроме Педральбес начались позитивно — с завоевания поул-позиции. В гонке же Феррари принял неверное решение относительно выбора покрышек. Альфа Ромео и другие клиенты Пирелли выбрали шины диаметром 18 дюймов, Феррари же предпочёл использовать шины поменьше — диаметром 16 дюймов, причём против рекомендации самого производителя резины. Эффект это дало катастрофический — практически сразу у всех гонщиков команды началось расслоение протектора шин, не выдерживавших нагрузки. В результате всем пилотам Коммендаторе пришлось менять резину минимум четырежды, что вкупе с большой продолжительностью тогдашних пит-стопов лишило Аскари даже теоретических шансов на борьбу. Фанхио легко победил и в гонке и как следствие — в чемпионате.
В самом конце сезона Аскари в компании Виллорези, Таруффи и Кинетти отправился в Мексику для участия в марафоне спорткаров Carrera Panamericana. Несмотря на некоторые шинные проблемы, возникшими в начале гонки, к её концу Альберто и Луиджи выбрались на второе место, где и финишировали, уступив лишь партнёрам — паре Таруффи/Кинетти. Впоследствии это второе место так и останется лучшим из результатов Альберто на американском континенте.

### Первый титул (1952)
Ещё до начала сезона 1952 в организации гонок произошло несколько крупных изменений. Во-первых, ещё в конце 51 года об окончательном прекращении выступлений по финансовым причинам объявила Альфа Ромео. Как следствие, выяснилось что из активных производителей автомобилей класса Формулы-1 осталась одна «Феррари», автомобили же остальных производителей уже не выпускались и существовали только в виде отдельных экземпляров в частном пользовании. В связи с этим основные гонки, а вместе с ними и весь зачёт Чемпионата мира было решено производить в классе Формулы-2.
Как ни странно, такое решение оказалось весьма на руку всё той же Феррари — поскольку кроме отличных автомобилей Формулы-1, у Коммендаторе имелся в арсенале также отличный двигатель, подходящий под спецификации Формулы-2. Специально под этот двигатель был сконструирован автомобиль Ferrari-500, на котором и стали участвовать в гонках Аскари и его партнёры по команде.
Машина получилась что надо — ещё до первого зачётного Гран-при Аскари выиграл все три гонки Формулы-2, в которых участвовал: в Сиракузах, По и Марселе. Зачётный же этап в Швейцарии Альберто пропустил — был занят подготовкой к старту 500 миль Индианаполиса в США. Стартовав на высоком для новичка 19-м месте, в гонке он продержался недолго, хотя и поднялся до восьмого места. Не имея опыта выступлений на овалах, механики установили на машину итальянца тяжёлые и не очень прочные спицевые колёса Boranni. Из-за огромных нагрузок уже на 41-м круге колесо разрушилось, и пришлось сойти. Тем не менее, за одиннадцать лет, в течение которых Инди-500 засчитывалось в Чемпионате мира Формулы-1, Аскари стал единственным её участником из Европы.

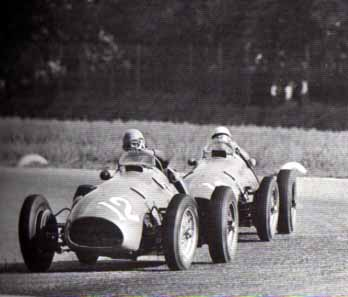
Аскари вместе с Виллорези на Гран-при Италии 1952 года

Вернувшись в Европу, Аскари начал выигрывать всё подряд. Автомобиль был мощным, надёжным и простым в настройке, так что хотя бы какую-то конкуренцию Альберто могли составить лишь партнёры по команде. Свою роль здесь также сыграло то, что основной его соперник, Хуан-Мануэль Фанхио в начале июня попал в тяжёлую аварию и весь оставшийся год не выступал совсем. В результате Аскари завоевал все шесть Гран-при, шедших в зачёт Чемпионата мира, в которых участвовал, в каждом из них показав быстрейший круг и почти в каждом стартовав с поула. Лишь в Великобритании он уступил первое место на старте Джузеппе Фарине. Более того, даже круги лидирования почти все достались тоже Альберто — лишь в Италии четыре десятка кругов лидировал Гонсалес, да в Бельгии единственный круг впереди провёл Бера. Победа в Гран-при Германии — третья подряд! — принесла ему почётный титул Мастер Нюрбургринга. Также, кроме всех вышеперечисленных достижений, Аскари добавил к трём ранее завоёванным в сезоне победам в внезачётных гонках ещё две — в Сен-Годенсе и Ла-Боле.
Так как в зачёт чемпионата шли четыре лучших результата, Альберто добился максимально возможного результата, опередив ближайшего преследователя по зачётным гонкам на 12 очков, а по общему числу заработанных очков — так и вовсе почти вдвое. Более того, победив в шести из восьми гонок сезона, он добился показателя в 75 % побед, что являлось непревзойденным достижением до 2023 года, пока Аскари по этому показателю не превзошёл Макс Ферстаппен.

### Повторение успеха (1953)

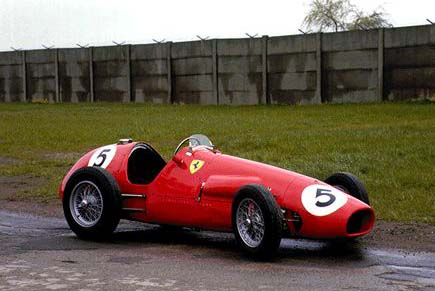
Ferrari 500, принёсший Аскари все победы в 1952-53 годах.

Череда побед продолжилась и на следующий год, но с течением времени отрыв от соперников всё же постепенно уменьшался. В первой гонке в Аргентине главный соперник Аскари — Фанхио, оправившийся от травм, не смог ничего ему противопоставить. Альберто победил, завоевав «Большой шлем» — поул, победу, быстрейший круг и лидирование всю дистанцию. Далее, после множества не входивших в зачёт чемпионата гонок (из которых Альберто выиграл две, в По и Бордо, а Фанхио — ни одной) и традиционного пропуска Индианаполиса-500 ситуация почти повторилась в Нидерландах, где всё же остался незавоёванным быстрейший круг, доставшийся Виллорези, а Фанхио снова сошёл. В Бельгии же аргентинец наконец смог переломить ситуацию, забрав поул, а лидировал первые три десятка кругов другой аргентинец — Гонсалес, и лишь проблемы с машиной у них обоих открыли Аскари дорогу к победе. Фанхио после схода пересел в автомобиль другого своего напарника и прорвался с девятого на третье место — лишь для того чтобы вылететь с трассы на последнем круге, без последствий.
Гонка во французском Реймсе, начиналась как повторение предыдущих соревнований, но закончилась совсем по-другому. Легко завоевав поул, в гонке Аскари не пролидировал ни круга. Из-за трассы, практически лишённой поворотов, группа лидеров следовала всё время очень плотно, постепенно теряя участников из-за разного рода проблем. Впереди менялись местами двое аргентинцев и британец Хоторн, который в результате и выиграл гонку, Аскари же разумно держался поодаль, в борьбе практически не участвовал и тихо финишировал четвёртым. Этим своим результатом Альберто окончательно прервал серию побед, которую обычно считают равной семи гонкам — с Бельгии-52 по Аргентину-53, а некоторые исследователи исключают из рассмотрения гонку в Индианаполисе как формально отнесённую к чемпионату, и в таком случае серия удлиняется до девяти побед. Ближе всего подобраться впоследствии к этому результату удалось лишь в 2004 году Михаэлю Шумахеру, победившему семь раз подряд.
В Великобритании Аскари вернул себе лидирующие позиции, ещё раз завоевав «Большой шлем». Вмешаться смог только Фанхио и только до первого поворота, да ещё Гонсалес показал одинаковое с лидером время быстрейшего круга, так что очков Аскари досталось не девять, а восемь с половиной. Следующий же этап давал повод для позитивных прогнозов — ведь он проводился в Германии, где три предыдущих года первенствовал именно Альберто. Поул покорился и на этот раз, в гонке лидировал, но на пятом круге после одного из прыжков на многочисленных холмах Нюрбургринга у машины отлетело переднее правое колесо. Несмотря на такие крупные повреждения, итальянцу удалось добраться до боксов и даже установить новое колесо, но управляемость болида ухудшилась, и было принято решение поменяться машинами с Виллорези. На авто напарника Аскари полетел как на крыльях, трижды улучшив время на круге, и сбросив три секунды с тестового рекорда. Выдержать такую нагрузку машина не смогла, и за три круга до финиша двигатель сгорел. Виллорези на плохо управляемой машине финишировал восьмым, победа же досталась Фарине.
Тремя неделями позже в Швейцарии борьба за лидерство также длилась лишь до первого поворота. Комфортно возглавляя гонку на протяжении 40 кругов, Аскари затем столкнулся с проблемами зажигания, что потребовало дополнительного пит-стопа, отбросившего его на четвёртое место. В то время в команде существовало неписаное правило, что после двух третей дистанции обгоны внутри команды не совершаются — но Аскари решил, что на него правила не распространяются, и догнал и обогнал лидировавших к тому моменту Хоторна и Фарину. К конфликту это, однако, не привело, так как с Фариной Альберто уже через неделю участвовал и победил в гонке на выносливость «1000 километров Нюрбургринга». В гонках Гран-при же завоёванная победа принесла Аскари досрочный титул двукратного чемпиона мира.
Последнюю гонку сезона, уже в статусе победителя чемпионата, Альберто также начал с поула и лидирования. Продлилось это, правда, недолго — вскоре лидерство захватил Фанхио, а затем Фарина. В такой плотной борьбе прошла вся гонка вплоть до последнего поворота последнего круга, где Аскари занесло, и если Фанхио, Виллорези, Хоторн и Фарина сумели его объехать (последний — по траве), то отстававший к тому моменту уже на пять кругов Маримон сделать этого не смог и врезался прямо в корму болида новоявленного чемпиона мира. Победа же досталась Фанхио, который лучше всех справился с объездом соперника.
Сезон, принёсший шесть поулов, четыре быстрейших круга и пять побед, закончился весьма неожиданно. Энцо Феррари тянул с подписанием контракта на 1954 год до последнего момента, всё время жаловался в прессе на нехватку средств на выступления и в Формуле-1, и в чемпионате спортивных автомобилей, а периодически и вовсе заявлял о роспуске команды. Аскари же к тому моменту получил выгодное предложение от Джанни Лянчи о выступлении за свою заводскую команду, причём сумма контракта составляла двадцать пять миллионов лир — в два с половиной раза больше, чем у Феррари. Свою лепту в привлекательность предложения вносило то, что конструктором машины Лянча нанял легендарного Витторио Яно — того самого, чьими усилиями были выкованы победы его отца в двадцатые годы за рулём Альфа Ромео. Прельщённый этим предложением и недовольный нерешительностью Коммендаторе, Аскари перешёл в новую команду.

### Новые начинания (1954-55)

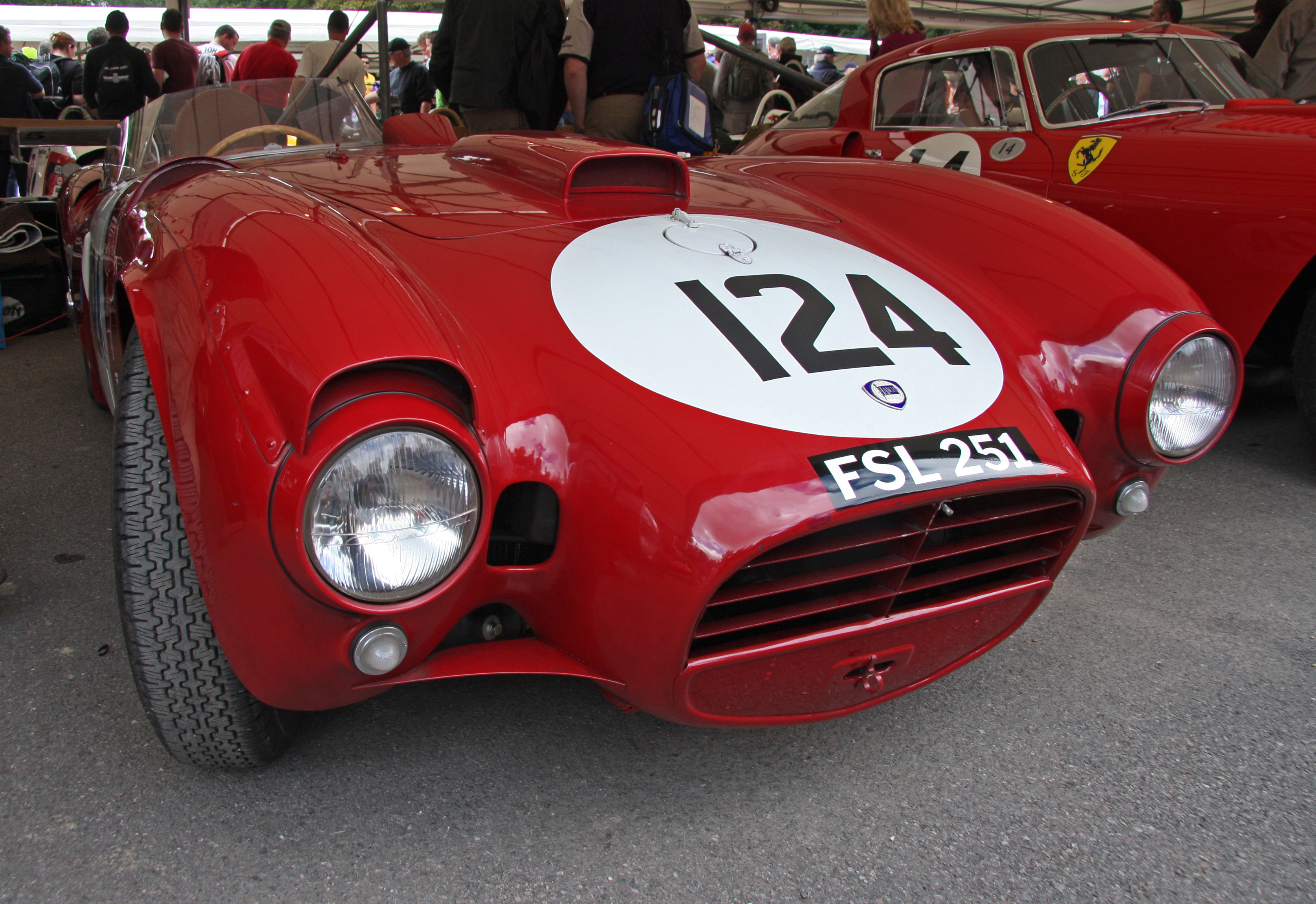
Lancia D24, на котором Аскари выступал в Себринге.

Первое выступление за новую команду случилось, как часто случалось в те времена, не в Формуле-1, а в гонке «12 часов Себринга» в начале марта. В этом соревновании из чемпионата спортивных автомобилей Альберто выступил в паре с Виллорези, а вторую машину команды повёл в бой вечный друг и соперник Альберто — Хуан Мануэль Фанхио в паре с Кастеллотти. Успеха ни один, ни другой экипаж не добились — сначала аргентинец сошёл из-за проблем с подвеской, а потом у Аскари «кончились» тормоза, причём оба экипажа прекратили соревнования, находясь на высоких местах. Хорошие ожидания оправдались уже на следующем этапе чемпионата, гонке «Милле Милья», где Альберто единолично опередил всех соперников аж на полчаса, завоевав первый победный кубок для коллектива из Турина.

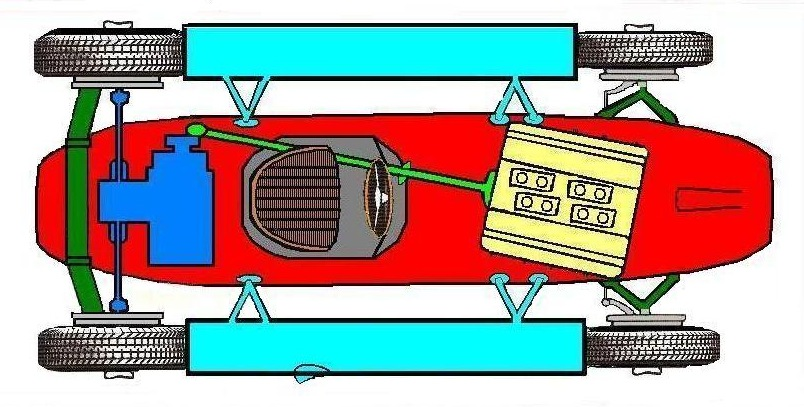
Схема конструкции Lancia D50.

Автомобиль, подготавливаемый Витторио Яно для участия в чемпионате Формулы-1, обладал множеством новаторских особенностей. В частности, у Lancia D50 двигатель был установлен под углом к продольной оси автомобиля, да к тому же ещё и был элементом силовой конструкции. К тому же топливо располагалось в баках, расположенных по бокам автомобиля — так что с течением гонки развесовка машины не менялась. Сложность болида и нехватка финансов привели к тому, что разработка его затянулась. Учитывая это, Лянча разрешил Аскари участвовать в гонках Формулы-1 за другие команды в разовом порядке. К моменту получения такого разрешения прошло уже три этапа чемпионата, так что первым для Альберто выступлением стало Гран-при Франции — четвёртый этап чемпионата мира.
Центральным событием этой гонки стал приход в гонки немецкого автопроизводителя — команды «Мерседес». Соперничать с Фанхио, получившим первое место в составе этой команды, Аскари за рулём заводской «Мазерати» удалось лишь в течение круга — после этого серебристые автомобили умчались вдаль, а у Аскари развалилась трансмиссия уже на втором круге. Не лучше оказалось и выступление на следующем этапе в Великобритании — двигатель автомобиля Альберто, хоть и позволил установить быстрейший круг, продержался всего 21 круг, а автомобиль Виллорези, переданный Аскари на 30-м круге, на 40-м вышел из строя ровно по той же причине. Этот сход был вдвойне обиден, поскольку обычно недосягаемые «Мерседесы» столкнулись в этот раз с проблемами из-за обтекаемого корпуса своего автомобиля, и шансы завоевать высокое место были немаленькими. Ко всему прочему из-за низкой точности измерения обладателей быстрейшего круга оказалось аж семеро, так что Аскари досталось не одно, а лишь 1⁄7 очка.
Следующую гонку в Германии, где Аскари почти всегда был успешен, пришлось пропустить, поскольку Лянча считал более приоритетной гонку «1000 километров Нюрбургринга» — и как позже выяснилось, совершенно зря, поскольку этап этот был отменён из-за организационных сложностей, швейцарский этап также оказался непосещённым.. Таким образом, вновь на трассу Формулы-1 Альберто вышел лишь в начале сентября в Италии, на этот раз за рулём «Феррари», не без оснований рассчитывая наконец, вмешаться в доминирование немецких автомобилей. Аскари был быстр, всю гонку боролся с Фанхио и Хоторном, лидировал долгое время, но вскоре после середины дистанции вынужден был прекратить борьбу — вновь из-за проблем с двигателем. Через неделю Аскари, вновь в паре с Виллорези, принял участие в гонке спортивных автомобилей в Белфасте, причём весь уикенд принёс множество неожиданностей. Сначала в отеле, где остановился гонщик, дважды случался пожар, а потом в гонке шатун двигателя пробил корпус машины и Альберто чудом избежал аварии.

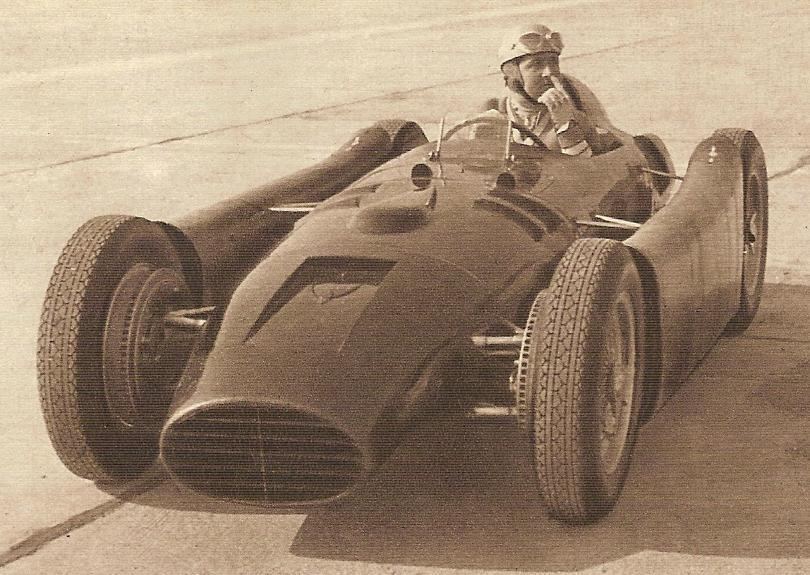
Аскари за рулём Lancia D50.

Тем временем разработка машины шла полным ходом, и Аскари всецело участвовал в процессе. Не обходилось без аварий — так, через неделю после гонки в Реймсе на тестах в Монце трасса местами была завалена листьями из-за прошедшего недавно урагана. В повороте Curva de Vialone — том самом, где он впоследствии погибнет и который назовут его именем — он на этих листьях поскользнулся, вылетел и каким-то чудом избежал травм. Тем не менее, прогресс был очевиден, а на тестах всё в той же Монце в октябре Альберто побил рекорд круга. Вдохновлённое результатами, руководство команды приняло решение не откладывать дебют до следующего года и выступить в Гран-при Испании, последнем этапе чемпионата мира.
Начался Гран-при отлично — Аскари установил лучшее время во всех тренировочных сессиях и легко завоевал поул, в гонке же без труда обогнал вырвавшегося вперёд за счёт хорошего старта Шелла и комфортно лидировал. Продлилось это недолго — постоянные технические проблемы и здесь настигли итальянца, и уже на десятом круге он сошёл из-за поломки сцепления. Таким образом, результаты сезона оказались невелики — ни одного результативного финиша и лишь чуть больше одного очка за быстрейшие круги.

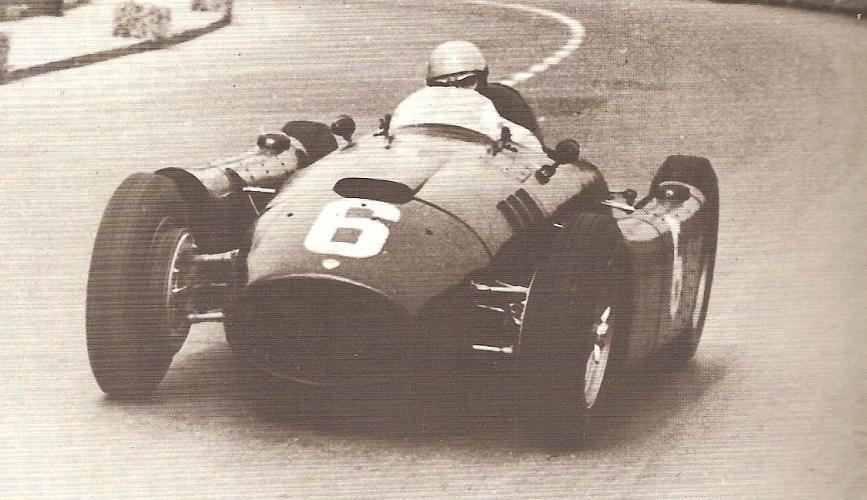
Аскари на пути к победе в Гран-при Валентино 1955 года.

Начало нового, 1955 сезона тоже оказалось не сахар. Гран-при в Аргентине, и обычно-то не балующий пилотов прохладой, на этот раз оказался предельно жарким даже для южноамериканского континента. Из-за дикой жары лишь двое аргентинцев — Фанхио и Мьерес — закончили соревнование без замен, Аскари же до необходимости замены не доехал — на 21-м круге на скользком из-за дикой жары асфальте его развернуло и он попал в аварию. Утешало только то, что сделал он это, лидируя. Тем не менее, новая машина наконец доказала свою конкурентоспособность, тем более что ещё через несколько недель Альберто смог записать на свой счёт и победу, первенствовав во внезачётных Гран-при Валентино и Гран-при Неаполя.
Таким образом, к моменту начала второго этапа чемпионата мира можно было ожидать хороших результатов. Квалификация ожидания оправдала — Аскари вместе с Фанхио показали одинаковое время, и поул достался аргентинцу лишь потому, что свой круг он проехал раньше. В гонке же Мерседесы сначала умчались вдаль без особой борьбы, но ближе к концу гонки сошли — сначала завершил выступление Фанхио, а потом и Мосс свернул в боксы из-за проблем с двигателем. Аскари, шедший в этот момент вторым, воспользоваться этим не успел, более того — именно этот сход помешал ему добиться результата. По собственному утверждению гонщика, в шикане в порту он поскользнулся на масле, оставленном автомобилем британца, и вылетел прямиком в воды залива. Хорошо ещё, что в тот момент он использовал экземпляр D50, изначально подготовленный под ветерана гонок Широна — монегаск отличался солидным телосложением и кокпит его автомобиля был шире обычного. За счёт этого Аскари быстро выбрался из воды, отделавшись лишь травмами носа и небольшим сотрясением.

### Гибель
Через четыре дня после гонки в Монако Аскари заехал в Монцу, где его друг и партнёр по гонкам Эудженио Кастеллотти тестировал спорткар Ferrari 750, предназначенный для гонки «1000 километров Суперкортемаджоре». Предполагалось, что Альберто и Эудженио выступят экипажем, и на это было получено отдельное разрешение у Лянчи. В этот день тренировки для Аскари не планировалось, но он всё же решил проехать несколько кругов.

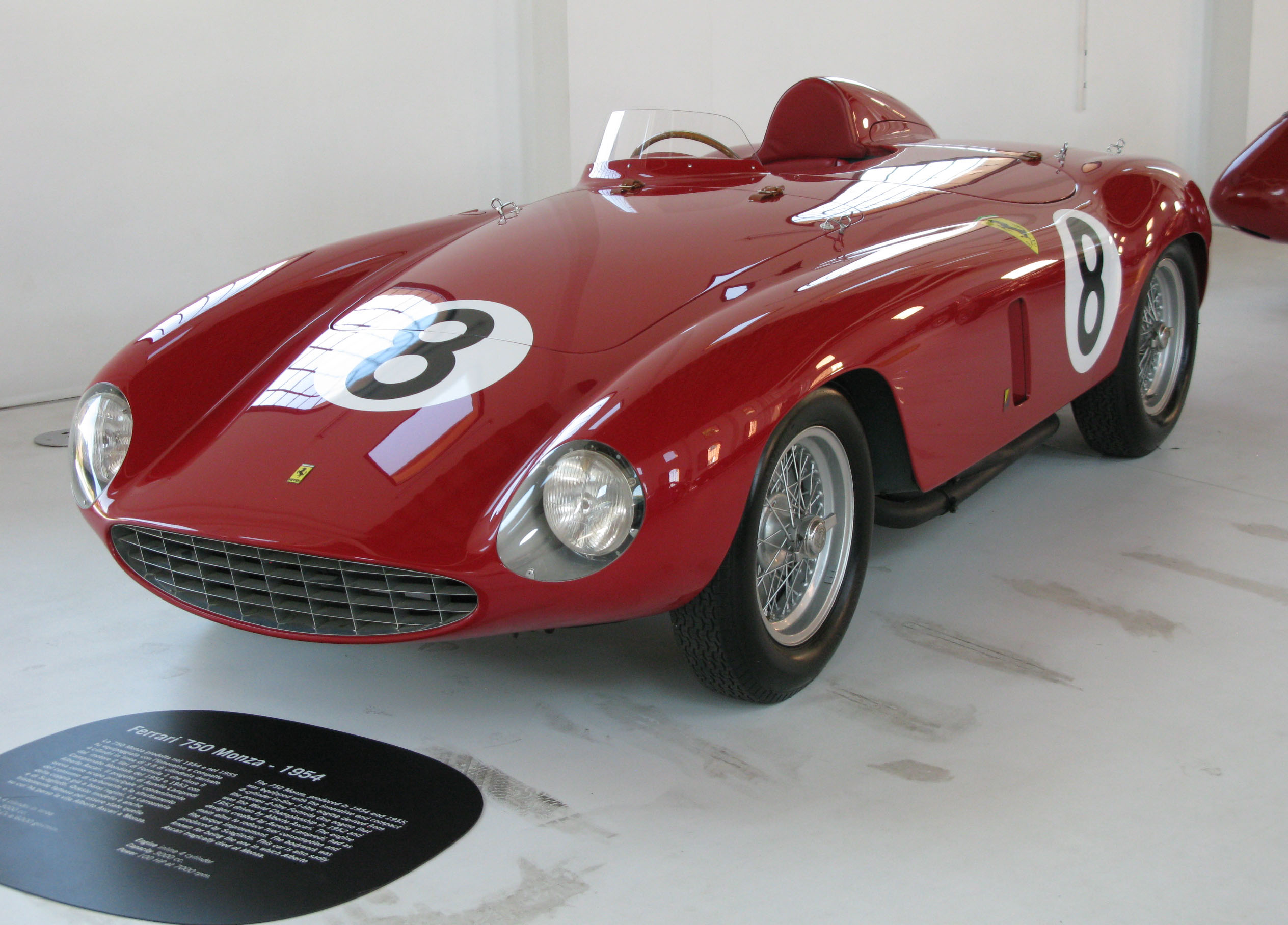
Ferrari 750 Monza, на котором Аскари должен был стартовать в «1000 километрах Суперкортемаджоре».

Дальнейшее поведение Аскари не совсем понятно, учитывая его привычки. Достоверно известно, что он не выходил на трассу без своего личного шлема характерного голубого цвета, а также своих личных перчаток. Дома у него даже была специальная коробка для хранения этих принадлежностей, и никому, кроме него, трогать их не разрешалось. Также он старался не выходить на трассу по 26-м числам месяца, так как его отец, Антонио, погиб именно 26-го числа, в июле 1925 года. Несмотря на все эти суеверия, и даже им вопреки, он тем не менее в этот день всё равно сел за руль — при том что на календаре было именно 26-е число, и ни личного шлема, ни личных перчаток у него при себе не было: шлем был в ремонте после аварии в Монако, а перчатки остались дома. У Аскари даже не было при себе гоночной формы, и за руль он сел, что называется, «в гражданском», а шлем и перчатки занял у Кастеллотти.
Первый круг он прошёл совсем медленно, второй — чуть быстрее, а в середине третьего в повороте Vialone (сейчас этот поворот носит имя Аскари) попал в аварию. Автомобиль занесло, он перевернулся несколько раз, а гонщик, выброшенный из кабины, остался лежать прямо на трассе. Получивший множественные переломы Альберто умер в машине «скорой помощи» по пути в госпиталь Монцы, так что врачам оставалось лишь засвидетельствовать гибель чемпиона.
Причины аварии до сих пор достоверно не установлены из-за того, что аварию почти никто не видел. Были слухи, что Аскари потерял управление из-за кого-то из болельщиков, не вовремя решивших пересечь трассу, но итальянский гонщик Эрнесто Брамбилла (впоследствии также пилот Формулы-1) в интервью журналу «Autosport» утверждал, что видел аварию собственными глазами и никого из зрителей поблизости совершенно точно не было.
Гибель чемпиона оплакивал весь гоночный мир. Фанхио, главный его соперник и друг, говорил, что до глубины души поражён и шокирован гибелью Аскари. Руководитель гоночного коллектива Аскари, Джанни Лянча, сразу после гибели своего топ-пилота прекратил какие бы то ни было выступления, продав автомобили и всё имущество Энцо Феррари. Впоследствии свой четвёртый чемпионский титул Фанхио заработает именно на этих автомобилях. Виллорези, близкий друг и партнёр по многим гоночным мероприятиям, публично выражал убеждение, что будь Аскари жив, пяти чемпионских титулов Фанхио было бы не видать. Жена Альберто, Миетта, говорила в личном разговоре с Энцо Феррари, что если бы не дети, она с радостью отправилась бы вслед за мужем.
Гибель отца и сына Аскари характерна несколькими странными совпадениями. Оба они погибли 26-го числа, в возрасте 36 лет. Более того, Альберто на момент гибели был лишь на четыре дня старше отца. Оба они погибли через четыре дня после серьёзной аварии, оба погибли, ошибившись в скоростных левых поворотах, и каждый из них оставил жену и двоих детей. Также странные совпадения объединяют Альберто с Полом Хокинсом, который разделяет с Альберто сомнительное достижение в виде аварии в Монако с падением в залив. Пол попал в эту аварию через десять лет после Альберто, а погиб через несколько лет именно 26 мая, как и Аскари.
Похоронен Альберто Аскари на миланском кладбище Cimitero Monumentale, рядом с отцом.

## Рекорды
В мире Формулы-1 многие достижения Аскари числятся в списках рекордов, а некоторые его успехи не превзойдены до сих пор. Так, в 1952 году он выиграл 75 % гонок чемпионата и завоевал 75 % быстрых кругов (и тех и тех — шесть из девяти), заработав при этом максимально возможное количество очков. Он показывал быстрый круг на семи Гран-при подряд — с Бельгии-52 по Аргентину-53. Также за сезон 1952 года он завоевал сразу пять хет-триков, а со второго круга Гран-при Бельгии и до финиша Гран-при Голландии первым закончил все круги, пролидировав таким образом 304 круга подряд. Все эти достижения являются лучшими до настоящего времени — лишь некоторые из них удалось впоследствии повторить другим гонщикам. Так, 100 % очков удалось заработать Джиму Кларку в 1963 и 1965 годах, а пять хет-триков подряд завоевал Михаэль Шумахер в 2004 году. Рекорд в семь побед подряд был повторён в 2004 году тем же Шумахером, а побит лишь в 2013 году, когда Себастьян Феттель смог победить девять раз подряд. «Большой Шлем» Альберто завоёвывал пятикратно — столько же, сколько и Шумахер, а опережают их обоих лишь Джим Кларк, у которого их восемь и Льюис Хэмилтон, у которого их шесть.

## Память
Для Аскари была характерна аккуратность и точность в вождении автомобиля, однако наиболее комфортно он чувствовал себя впереди всех соперников. Стоило ему вырваться вперёд — и догнать его было нереально, даже если машина не была на голову выше остальных. Оказавшись же позади соперников, он зачастую не предпринимал никаких активных действий и спокойно финишировал там же, где и оказался. Способности Альберто также распространялись и на вождение автомобилей с закрытыми колёсами, хотя там он был не столь успешен, как в Формулах. Так, всё что он смог завоевать в этой категории — это второе место на «Каррера Панамерикана» 1951 года, победы в Ралли Сестриере того же года, 1000 километрах Нюрбургринга 1953 и в «Милле Милье» 1954. Также он дважды участвовал в 24 часах Ле-Мана, но сумел лишь показать быстрейшее время круга, не добравшись до финиша.
В честь Аскари была названа шикана, построенная вместо поворота, в котором он погиб, а также один из поворотов трассы имени Оскара Гальвеса в Буэнос-Айресе. Также в его честь названа британская марка суперкаров Ascari Cars. В 1992 году он был торжественно введён в Международный зал славы автоспорта. Американский гонщик итальянского происхождения Марио Андретти считает Аскари своим героем — в детстве он присутствовал при победе Альберто в Монце в 1952, и именно это вдохновило Марио на занятие гонками.

## Результаты выступлений

### Чемпионат мира среди гонщиков
| Легенда к таблице |                                                                    |
| --- | ------------------------------------------------------------------ |
| В таблице перечислены результаты всех Гран-при Формулы-1, в которых принимал участие гонщик. Строками таблицы являются сезоны, столбцами — этапы чемпионата мира. В каждой клетке указаны сокращённое название этапа и результат, дополнительно обозначенный цветом. Расшифровка обозначений и цветов представлена в нижеследующей таблице. |                                                                    |
| \| Пример \| Описание \| \| ------------ \| ------------------------------------------------------------------ \| \| 1 \| Победитель \| \| 2 \| Второе место \| \| 3 \| Третье место \| \| 5 \| Финишировал, заработав очки \| \| Сход \| Не финишировал, но при этом заработал очки \| \| 12 \| Финишировал, не получив очков \| \| НКЛ \| Финишировал, но не попал в финальную классификацию \| \| 15 \| Участвовал вне зачёта, либо по отдельной классификации \| \| 18 \| Не финишировал, но попал в финальную классификацию \| \| Сход \| Не финишировал \| \| НКВ \| Не прошёл квалификацию \| \| НПКВ \| Не прошёл предквалификацию \| \| ДСК \| Дисквалифицирован \| \| ИСК \| Исключён из протокола соревнований \| \| ТТ \| Заявлен для участия только в тренировках \| \| НС \| Участвовал в квалификации, но не стартовал в гонке \| \| Т \| Травмирован или болен \| \| ОТК \| Отказ от участия \| \| НТР \| Прибыл на соревнования, но на трассу не выезжал \| \| НПР \| Был заявлен в числе участников, но не прибыл к началу соревнований \| \| О \| Соревнования отменены \| \| \| Не участвовал \| \| Поул-позиция \| \| \| Быстрый круг \| \| |                                                                    |
| Пример | Описание                                                           |
| 1 | Победитель                                                         |
| 2 | Второе место                                                       |
| 3 | Третье место                                                       |
| 5 | Финишировал, заработав очки                                        |
| Сход | Не финишировал, но при этом заработал очки                         |
| 12 | Финишировал, не получив очков                                      |
| НКЛ | Финишировал, но не попал в финальную классификацию                 |
| 15 | Участвовал вне зачёта, либо по отдельной классификации             |
| 18 | Не финишировал, но попал в финальную классификацию                 |
| Сход | Не финишировал                                                     |
| НКВ | Не прошёл квалификацию                                             |
| НПКВ | Не прошёл предквалификацию                                         |
| ДСК | Дисквалифицирован                                                  |
| ИСК | Исключён из протокола соревнований                                 |
| ТТ | Заявлен для участия только в тренировках                           |
| НС | Участвовал в квалификации, но не стартовал в гонке                 |
| Т | Травмирован или болен                                              |
| ОТК | Отказ от участия                                                   |
| НТР | Прибыл на соревнования, но на трассу не выезжал                    |
| НПР | Был заявлен в числе участников, но не прибыл к началу соревнований |
| О | Соревнования отменены                                              |
| | Не участвовал                                                      |
| Поул-позиция |                                                                    |
| Быстрый круг |                                                                    |

| Сезон | Команда                   | Шасси               | Двигатель            | Ш | 1        | 2        | 3     | 4        | 5        | 6       | 7          | 8        | 9        | Место | Очки          |
| ----- | ------------------------- | ------------------- | -------------------- | - | -------- | -------- | ----- | -------- | -------- | ------- | ---------- | -------- | -------- | ----- | ------------- |
| 1950  | Scuderia Ferrari          | Ferrari 125         | Ferrari 125 1,5 V12S | P | ВЕЛ      | МОН 2    | 500   | ШВА Сход |          |         |            |          |          | 5     | 11            |
| 1950  | Scuderia Ferrari          | Ferrari 125         | Ferrari 125 1,5 V12  | P |          |          |       |          |          | ФРА ОТК |            |          |          | 5     | 11            |
| 1950  | Scuderia Ferrari          | Ferrari 125/275     | Ferrari 275 3,3 V12  | P |          |          |       |          | БЕЛ 5    |         |            |          |          | 5     | 11            |
| 1950  | Scuderia Ferrari          | Ferrari 375         | Ferrari 375 4,5 V12  | P |          |          |       |          |          |         | ИТА 2      |          |          | 5     | 11            |
| 1950  | Scuderia Ferrari          | Ferrari 375         | Ferrari 375 4,5 V12  | P |          | ИТА Сход |       |          |          |         |            |          |          | 5     | 11            |
| 1951  | Scuderia Ferrari          | Ferrari 375         | Ferrari 375 4,5 V12  | P | ШВА 6    | 500      | БЕЛ 2 | ФРА Сход | ВЕЛ Сход | ГЕР 1   | ИТА 1      | ИСП (4)  |          | 2     | 25 (28)       |
| 1951  | Scuderia Ferrari          | Ferrari 375         | Ferrari 375 4,5 V12  | Е |          |          |       | ФРА 2    |          |         |            |          |          | 2     | 25 (28)       |
| 1952  | Scuderia Ferrari          | Ferrari 375 Special | Ferrari 375 4,5 V12  | F |          | 500 31   |       |          |          |         |            |          |          | 1     | 36 (531⁄2)    |
| 1952  | Scuderia Ferrari          | Ferrari 500         | Ferrari 500 2,0 L4   | P | ШВА      |          | БЕЛ 1 | ФРА 1    | ВЕЛ 1    |         | НИД (1)    | ИТА (1)  |          | 1     | 36 (531⁄2)    |
| 1952  | Scuderia Ferrari          | Ferrari 500         | Ferrari 500 2,0 L4   | Е |          |          |       |          |          | ГЕР 1   |            |          |          | 1     | 36 (531⁄2)    |
| 1953  | Scuderia Ferrari          | Ferrari 500         | Ferrari 500 2,0 L4   | P | АРГ 1    | 500      | НИД 1 | БЕЛ (1)  | ФРА (4)  | ВЕЛ 1   | ГЕР (Сход) | ШВА 1    | ИТА Сход | 1     | 341⁄2 (461⁄2) |
| 1953  | Scuderia Ferrari          | Ferrari 500         | Ferrari 500 2,0 L4   | P |          | ГЕР 8    |       |          |          |         |            |          |          | 1     | 341⁄2 (461⁄2) |
| 1954  | Officine Alfieri Maserati | Maserati 250F       | Maserati 250F 2,5 L6 | P | АРГ      | 500      | БЕЛ   | ФРА Сход | ВЕЛ Сход | ГЕР     | ШВА        |          |          | 25    | 1⁄7           |
| 1954  | Officine Alfieri Maserati | Maserati 250F       | Maserati 250F 2,5 L6 | P | ВЕЛ Сход |          |       |          |          |         |            |          |          | 25    | 1⁄7           |
| 1954  | Scuderia Ferrari          | Ferrari 625         | Ferrari 107 2,5 L4   | Е |          |          |       |          |          |         |            | ИТА Сход |          | 25    | 1⁄7           |
| 1954  | Scuderia Lancia           | Lancia D50          | Lancia DS50 2,5 V8   | P |          |          |       |          |          |         |            |          | ИСП Сход | 25    | 1⁄7           |
| 1955  | Scuderia Lancia           | Lancia D50          | Lancia DS50 2,5 V8   | P | АРГ Сход | МОН Сход | 500   | БЕЛ      | НИД      | ВЕЛ     | ИТА        |          |          | —     | 0             |

### «Индианаполис 500»
| Год   | №     | Старт | Время   | Ранг  | Финиш | Круги | Лидер | Причина схода                                        |
| ----- | ----- | ----- | ------- | ----- | ----- | ----- | ----- | ---------------------------------------------------- |
| 1952  | 12    | 19    | 134,308 | 25    | 31    | 40    | 0     | Фланец ступицы колеса, разворот в четвёртом повороте |
| Всего | Всего | Всего | Всего   | Всего | Всего | 40    | 0     |                                                      |

| Старты      | 1 |
| Поулы       | 0 |
| Первые ряды | 0 |
| Победы      | 0 |
| Топ-5       | 0 |
| Топ-10      | 0 |
| Сход        | 1 |

### Комментарии
1. ↑  До 1990 года в зачёт чемпионата мира в гонках Формулы-1 шли не все очки, заработанные гонщиком, а лишь несколько лучших результатов (см. Система начисления очков в Формуле-1). Число вне скобок означает очки, зачтённые в чемпионате, число в скобках обозначает общее количество очков, заработанных гонщиком в сезоне.
2. ↑  После 47 круга получил автомобиль от Серафини. Гонщики разделили очки за 2 место.
3. ↑  Сошёл после 21-го круга из-за перегрева двигателя.
4. ↑  Сошёл на 10-м круге из-за поломки коробки передач.
5. ↑  После 35-го круга взял автомобиль Гонсалеса, разделил с ним очки за второе место.
6. 1 2  Совершил «хет-трик»: стартовал с поул-позиции, показал быстрый круг в гонке и победил.
7. 1 2 3 4 5  Завоевал «большой шлем»: стартовал с поул-позиции, лидировал на финише каждого круга гонки и победил, показав при этом быстрый круг.
8. 1 2  Лидировал на каждом круге гонки.
9. ↑  Аскари и Гонсалес показали одинаковое время быстрого круга - 2:06,1. Каждый из них получил 1⁄2 очка, начисляемого за быстрый круг.
10. ↑  Аскари и Гонсалес показали одинаковое время быстрого круга - 1:50. Каждый из них получил 1⁄2 очка, начисляемого за быстрый круг.
11. 1 2  После 10 кругов поменялся автомобилями с Виллорези, но ещё через 5 кругов сошёл из-за поломки двигателя. Виллорези, получивший автомобиль Аскари, был совместно с ним классифицирован восьмым.
12. ↑  Сошёл на 21-м круге. Вместе с Бера, Фанхио, Гонсалесом, Хоторном, Маримоном и Моссом показал одинаковое время быстрого круга - 1:50. Каждый из семерых пилотов получил 1⁄7 очка, начисляемого за быстрый круг.
13. ↑  После 30-го круга взял автомобиль Виллорези, но сошёл через 10 кругов.
14. ↑  Сошёл, но получил одно очко за установление быстрейшего круга.